# Kırklareli (Provinz)
Kırklareli ist eine Provinz im europäischen Teil der Türkei (Ostthrakien), der sich auf der Balkanhalbinsel erstreckt und damit zu der geographischen und historischen Region Thrakien gehört. Die Hauptstadt der Provinz ist Kırklareli.

## Geographie
Die nordwesttürkische Provinz grenzt im Süden an die Provinz Tekirdağ, im Westen an die Provinz Edirne. Die Nordgrenze ist die Landesgrenze zu Bulgarien, im Osten bildet die Schwarzmeerküste die natürliche Grenze.
Kırklareli gehört mit neun anderen Provinzen zur türkischen Marmararegion (türk. Marmara Bölgesi). Hier nimmt sie eher eine unbedeutende Rolle ein, denn der Bevölkerungsanteil beträgt nur 1,41 % (Rang 9), ebenso der gleiche Platz in der Rangfolge der Bevölkerungsdichte, d. h. die Bevölkerungsdichte der Region beträgt das Sechsfache der Provinz. Der Flächenanteil liegt bei 8,9 %, entsprechend Rang 4.
Das Yıldızgebirge (Istranca, bzw. Strandscha) teilt die Provinz Kırklareli in zwei Abschnitte.
Die Schwarzmeerküste der Provinz Kırklareli kann mit Stränden und vielen Fischrestaurants aufwarten. 98 Kilometer östlich der Hauptstadt Kırklareli liegt İğneada eingebettet zwischen Sandstränden und dem Yıldız-Gebirge. Ein weiterer Ferienort ist Kıyıköy.

## Verwaltungsgliederung
Die Provinz gliedert sich in acht Landkreise (İlçe):
| Kreis- code 1      | Landkreis          | Fläche 2 (km²) | Bevölkerung (2020) 3 | Bevölkerung (2020) 3       | Anzahl der Einheiten   | Anzahl der Einheiten  | Anzahl der Einheiten | Dichte (Ew./km²) | städt. Anteil (in %) | Sex Ratio 4 | Grün- dungs- da- tum 5, 6 |
| Kreis- code 1      | Landkreis          | Fläche 2 (km²) | Landkreis (İlçe)     | Verwal- tungssitz (Merkez) | Gemein- den (Belediye) | Stadt- viertel (Mah.) | Dörfer (Köy)         | Dichte (Ew./km²) | städt. Anteil (in %) | Sex Ratio 4 | Grün- dungs- da- tum 5, 6 |
| ------------------ | ------------------ | -------------- | -------------------- | -------------------------- | ---------------------- | --------------------- | -------------------- | ---------------- | -------------------- | ----------- | ------------------------- |
| 1163               | Babaeski           | 670            | 47.065               | 29.119                     | 4                      | 21                    | 31                   | 70,2             | 76,38                | 980         |                           |
| 1270               | Demirköy           | 893            | 8.829                | 3.400                      | 2                      | 5                     | 15                   | 9,9              | 66,11                | 835         |                           |
| 1480               | Kofçaz             | 545            | 2.282                | 610                        | 1                      | 2                     | 16                   | 4,2              | 26,73                | 902         | 1959                      |
| 1505               | Lüleburgaz         | 1.016          | 152.192              | 122.635                    | 4                      | 33                    | 31                   | 149,8            | 88,88                | 985         |                           |
| 1471               | Merkez Kırklareli  | 1.623          | 101.451              | 79.884                     | 4                      | 25                    | 40                   | 62,5             | 86,49                | 954         |                           |
| 1572               | Pehlivanköy        | 104            | 3.484                | 1.621                      | 1                      | 3                     | 8                    | 33,5             | 46,53                | 977         | 1958                      |
| 1577               | Pınarhisar         | 518            | 17.828               | 10.594                     | 2                      | 7                     | 14                   | 34,4             | 71,00                | 926         | 1953                      |
| 1714               | Vize               | 1.090          | 28.606               | 14.990                     | 3                      | 12                    | 24                   | 26,2             | 66,66                | 927         |                           |
| PROVINZ Kırklareli | PROVINZ Kırklareli | 6.459          | 361.737              |                            | 21                     | 108                   | 179                  | 56,0             | 82,59                | 963         |                           |

## Bevölkerung

### Ergebnisse der Bevölkerungsfortschreibung
Nachfolgende Tabelle zeigt die jährliche Bevölkerungsentwicklung am Jahresende nach der Fortschreibung durch das 2007 eingeführte adressierbare Einwohnerregister (ADNKS). Zusätzlich sind die Bevölkerungswachstumsrate und das Geschlechterverhältnis (Sex Ratio d. h. Anzahl der Frauen pro 1000 Männer) aufgeführt. Der Zensus von 2011 ermittelte 340.977 Einwohner, das sind über 12.500 Einwohner mehr als zum Zensus 2000.

| Jahr | Bevölkerung am Jahresende | Bevölkerung am Jahresende | Bevölkerung am Jahresende | Wachstums- rate der Be- völkerung (in %) | Geschlechter verhältnis (Frauen auf 1000 Männer) | Rang (unter den 81 Provinzen) |
| Jahr | gesamt                    | männlich                  | weiblich                  | Wachstums- rate der Be- völkerung (in %) | Geschlechter verhältnis (Frauen auf 1000 Männer) | Rang (unter den 81 Provinzen) |
| ---- | ------------------------- | ------------------------- | ------------------------- | ---------------------------------------- | ------------------------------------------------ | ----------------------------- |
| 2020 | 361.737                   | 184.250                   | 177.487                   | −0,03                                    | 963                                              | 54                            |
| 2019 | 361.836                   | 185.070                   | 176.766                   | 0,27                                     | 955                                              | 54                            |
| 2018 | 360.860                   | 185.181                   | 175.679                   | 1,35                                     | 949                                              | 54                            |
| 2017 | 356.050                   | 181.945                   | 174.105                   | 1,24                                     | 957                                              | 53                            |
| 2016 | 351.684                   | 179.122                   | 172.562                   | 1,36                                     | 963                                              | 53                            |
| 2015 | 346.973                   | 177.352                   | 169.621                   | 0,95                                     | 956                                              | 53                            |
| 2014 | 343.723                   | 176.053                   | 167.670                   | 0,93                                     | 952                                              | 54                            |
| 2013 | 340.559                   | 173.916                   | 166.643                   | −0,19                                    | 958                                              | 54                            |
| 2012 | 341.218                   | 175.515                   | 165.703                   | 0,30                                     | 944                                              | 53                            |
| 2011 | 340.199                   | 175.678                   | 164.521                   | 2,23                                     | 936                                              | 52                            |
| 2010 | 332.791                   | 168.709                   | 164.082                   | −0,12                                    | 973                                              | 55                            |
| 2009 | 333.179                   | 170.136                   | 163.043                   | −1,12                                    | 958                                              | 54                            |
| 2008 | 336.942                   | 174.083                   | 162.859                   | 1,11                                     | 936                                              | 52                            |
| 2007 | 333.256                   | 171.204                   | 162.052                   | −                                        | 947                                              | 52                            |
| 2000 | 328.461                   | 172.188                   | 156.273                   |                                          | 908                                              | 56                            |

### Volkszählungsergebnisse
Nachfolgende Tabellen geben den bei den 14 Volkszählungen dokumentierten Einwohnerstand der Provinz Kırklareli wieder.
Die Werte der linken Tabelle sind E-Books (der Originaldokumente) entnommen, die Werte der rechten Tabelle entstammen der Datenabfrage des Türkischen Statistikinstituts TÜIK – abrufbar über diese Webseite:
| Jahr | Bevölkerung | Bevölkerung | Rang |
| Jahr | Provinz     | Türkei      | Rang |
| ---- | ----------- | ----------- | ---- |
| 1927 | 108.989     | 13.648.270  | 53   |
| 1935 | 172.697     | 16.158.018  | 46   |
| 1940 | 256.353     | 17.820.950  | 35   |
| 1945 | 178.203     | 18.790.174  | 47   |
| 1950 | 191.376     | 20.947.188  | 48   |
| 1955 | 224.735     | 24.064.763  | 48   |
| 1960 | 241.146     | 27.754.820  | 52   |

| Jahr | Bevölkerung | Bevölkerung | Rang |
| Jahr | Provinz     | Türkei      | Rang |
| ---- | ----------- | ----------- | ---- |
| 1965 | 258.386     | 31.391.421  | 54   |
| 1970 | 257.131     | 35.605.176  | 56   |
| 1975 | 268.399     | 40.347.719  | 54   |
| 1980 | 283.408     | 44.736.957  | 53   |
| 1985 | 297.098     | 50.664.458  | 55   |
| 1990 | 309.512     | 56.473.035  | 55   |
| 2000 | 328.461     | 67.803.927  | 56   |

Anzahl der Provinzen bezogen auf die Censusjahre:
- 1927, 1940 bis 1950: 63 Provinzen
- 1935: 57 Provinzen
- 1955: 67 Provinzen
- 1960 bis 1985: 73 Provinzen
- 1990: 73 Provinzen
- 2000: 81 Provinzen

## Geschichte
Bereits in prähistorischer Zeit wurde die Region um Kırklareli besiedelt. Das Archäologische Institut der Universität İstanbul gräbt seit 1993 gemeinsam mit dem Deutschen Archäologischen Institut zwei vorgeschichtliche Siedlungen aus. Der neolithische Tell Aşağı Pınar datiert in einen Zeitraum zwischen 5900 und 5000 v. Chr., die bronzezeitliche Siedlung Kanlıgeçit dagegen in das dritte Jahrtausend v. Chr. Weiterhin sind aus der Umgebung verschiedene eisenzeitliche Grabhügel bekannt. Zahlreiche Funde sind im kleinen Historischen Museum der Provinz Kırklareli ausgestellt.
Im gesamten Mittelalter war die Zugehörigkeit der Region zwischen dem Bulgarischen und Byzantinischen Reich umkämpft. 896 schlug der bulgarische Zar Simeon I. in der Schlacht von Bulgarophygon (heute Babaeski) die Byzantiner verheerend.
1903 fand der von den Bulgarischen Makedonien-Adrianopeler Revolutionären Komitees organisierte und durchgeführte Ilinden-Preobraschenie-Aufstand statt. Ziel des Aufstandes war es, so viele bulgarische Gebiete wie möglich zu befreien und sie zum einen späteren Zeitpunkt, mit der Zustimmung der Großmächte, mit dem Fürstentum Bulgarien zu vereinen. Die Aufständischen waren schlecht bewaffnet und in der Minderheit: Den 26.000 Aufständischen schickte die türkische Regierung eine Armee von 350.000 Soldaten mit Artillerie und Kavallerie entgegen. Mehr als 70.000 Thrakische Bulgaren flohen in die benachbarten Länder, vor allem nach Bulgarien. Zur größten Flüchtlingsstadt wurde Burgas.
Bis zum Zweiten Balkankrieg (1913) wohnten hier noch viele Bulgaren und bis Anfang des 20. Jahrhunderts sowie bis zum  20. Jahrhundert Griechen, die vertrieben wurden (s. auch Teşkilât-ı Mahsusa).
Kırklareli („Land der Vierziger“) hieß bis 1924 Kırkkilise, „Vierzigkirchen“.

## Sehenswürdigkeiten
Die Sokollu-Moschee in Lüleburgaz auf der Strecke zwischen Edirne und İstanbul ist ein Werk von Mimar Sinan und wurde 1570 errichtet. Ebenfalls von Sinan entworfen ist die Ali-Paşa-Moschee in dem Nachbarort Babaeski.
Die Hızır-Bey-Moschee, die älteste in der Provinzhauptstadt Kırklareli, wurde 1388 erbaut. Unter Hızır Bey wurde neben der Moschee ein Badehaus errichtet. Das Kırklar-Denkmal aus dem 14. Jahrhundert, bestehend aus 18 Säulen, steht auf dem gleichnamigen Hügel zur Erinnerung an 40 Janitscharen, die bei der Eroberung des Gebietes unter Sultan Murat I. gefallen sind.